# 望夫石 (七美)
望夫石，位於澎湖縣七美鄉，常有遊客駐足於此拍照留念。

## 傳說及典故
曾有一漁民出海捕魚後了無音訊，其妻子日日夜夜在此處守候，希望丈夫早日回家。日復一日的哭喊，妻子體力不支而落海，最終在海面上化為岩石。
由於岩石形似手部區域較為粗短，後人調侃妻子是得知丈夫在南洋地區包養女人後感到十分憤怒，等丈夫回家要算帳。